# Lee Unkrich

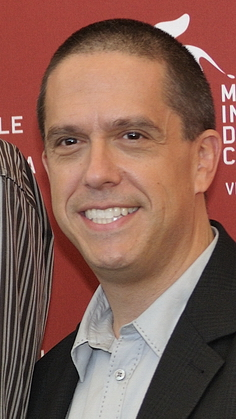
Lee Unkrich bei den Filmfestspielen von Venedig (2009)

Lee Unkrich (* 8. August 1967 in Cleveland, Ohio) ist ein US-amerikanischer Filmeditor, Filmregisseur und zweimaliger Oscarpreisträger.

## Leben
Unkrich ist ein langjähriges Mitglied bei Pixar, wo er 1994 als Bildeditor anfing. Später wurde er Co-Regisseur der Filme Toy Story 2, Die Monster AG und Findet Nemo. 2010 führte er Regie bei Toy Story 3, der unter anderem mit dem Golden Globe Award und dem Oscar ausgezeichnet wurde. Seinen zweiten Oscar erhielt er ebenfalls in der Kategorie Bester animierter Spielfilm für Coco.
Anfang September 2009 wurde Unkrich bei den 66. Filmfestspielen von Venedig gemeinsam mit seinen Berufskollegen Brad Bird, Pete Docter, John Lasseter und Andrew Stanton mit dem Goldenen Löwen für das Lebenswerk geehrt.

## Filmografie
- 1995: Toy Story (Filmeditor)
- 1998: Das große Krabbeln (A Bug’s Life) (Filmeditor)
- 1999: Toy Story 2 (Co-Regie, Filmeditor)
- 2001: Die Monster AG (Monsters, Inc.) (Co-Regie, Filmeditor)
- 2003: Findet Nemo (Finding Nemo) (Co-Regie, Filmeditor)
- 2006: Cars (Filmeditor)
- 2010: Toy Story 3 (Regie)
- 2013: Die Monster Uni (Monsters University) (ausführender Produzent)
- 2015: Arlo & Spot (The Good Dinosaur) (ausführender Produzent)
- 2017: Coco – Lebendiger als das Leben! (Coco) (Regie)

## Auszeichnungen (Auswahl)
- 2000: Annie Award: Auszeichnung in der Kategorie Beste individuelle Leistung – Animation für Toy Story 2
- 2004: Annie Award: Auszeichnung in der Kategorie Beste Regie – Animation für Findet Nemo
- 2011: Academy Awards: Oscar in der Kategorie Bester animierter Spielfilm für Toy Story 3
- 2011: British Academy of Film and Television Arts: BAFTA Award in der Kategorie Bester animierter Spielfilm für Toy Story 3
- 2018: Academy Awards: Oscar in der Kategorie Bester animierter Spielfilm für Coco
- 2018: British Academy of Film and Television Arts: BAFTA Award in der Kategorie Bester animierter Spielfilm für Coco
- 2018: Annie Award: Auszeichnung in der Kategorie Beste Regie – Animation für Coco

## Veröffentlichung
- Stanley Kubrick's The Shining (Hg.). Taschen Verlag, Köln 2023, ISBN 978-3-8365-7717-5